# Holzschuher von Harrlach
La famiglia Holzschuher von Harrlach fu una famiglia patrizia di Norimberga, dove fu presente nel consiglio cittadino dal 1319 al 1806.

## Storia

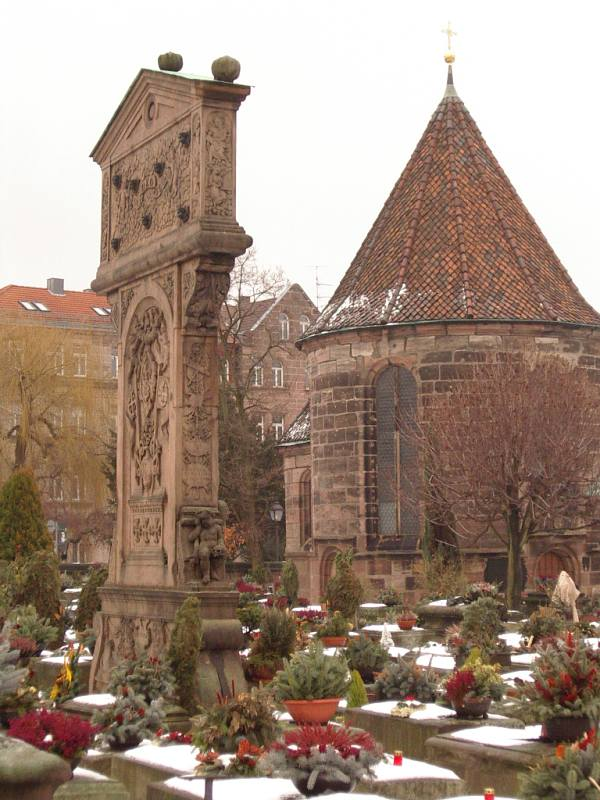
La Holzschuherkapelle nel cimitero di Norimberga

La famiglia Holzschuher era probabilmente originaria dell'area di Norimberga. Secondo il registro delle famiglie nobili di Norimberga pubblicato nel 1745 da Johann Gottfried Biedermann, un Lorenz I Holzschuher (c. 1080 - 1130) fu l'antenato più remoto della famiglia ed alla sua morte venne sepolto nella chiesa di San Sebald a Norimberga, ma tale personaggio non appare comprovato da ulteriori fonti. Il primo membro della famiglia documentato fu Heinrich Holzschuher (1228).

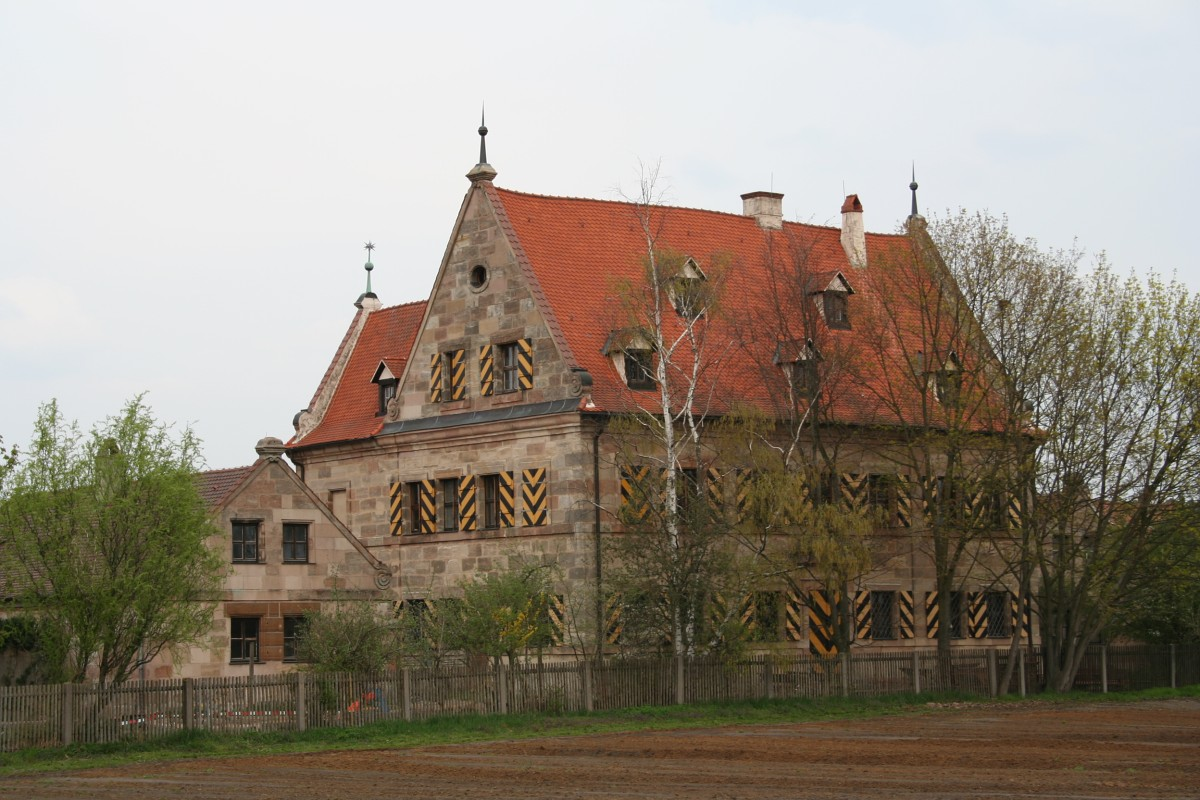
Il castello degli Holzschuher ad Almoshof

Questi, fin da giovane, gestì una società commerciale che trafficava in tessuti con le Fiandre ed era coinvolta in transazioni monetarie. L' "Holzshuher Manual", scritto tra il 1304 ed il 1307, fu indubbiamente il più antico libro mercantile manoscritto ad oggi conservato per l'area di lingua tedesca. La famiglia si impegnò tra il XIV ed il XVI secolo commerciando in spezie e venendo coinvolti sempre più nel commercio delle merci europee in Europa orientale (pelli, pellicce, cera) e dal 1480 entrarono a fondo anche nel settore minerario dell'estrazione del rame (ad Eisfeld, in Turingia). Gli Holzschuher estesero i loro commerci in Franconia, in Baviera, nel Württemberg, in Austria, in Livonia ed in Slesia, nonché nelle Indie orientali e nel Nord America. Dalla metà del XVI secolo sino all'inizio del XVII secolo, estesero anche gli interessi minerari in Boemia, Carinzia e Stiria, tra le più importanti aree minerarie del tempo. Diversi membri della famiglia intrapresero anche la carriera militare al servizio del Sacro Romano Impero durante il periodo medievale, portandosi in Palestina ed in Egitto come membri dell'Ordine Teutonico, come pure altri presero parte in epoca moderna alla guerra dei trent'anni.
Alla dissoluzione della libera città imperiale di Norimberga nel 1806, nel 1815 la famiglia ottenne la nobilitazione bavarese e nel 1819 il titolo di baroni.
La famiglia possedeva una cappella presso il Johannisfriedhof di Norimberga, costruita intorno al 1515 da Hans Beheim il Vecchio sul sito di un precedente luogo di culto, e fu la cappella di sepoltura della famiglia per secoli.
Nel 2002, il capo della famiglia, Wolf von Holzschuher, ha consegnato il prezioso archivio di famiglia in prestito permanente all'archivio della città di Norimberga. Il nome degli Holzschuher è legato anche ad un noto dipinto di Albrecht Dürer che rappresenta appunto il mercante Hieronymus Holzschuher (1469-1529).

## Membri notabili

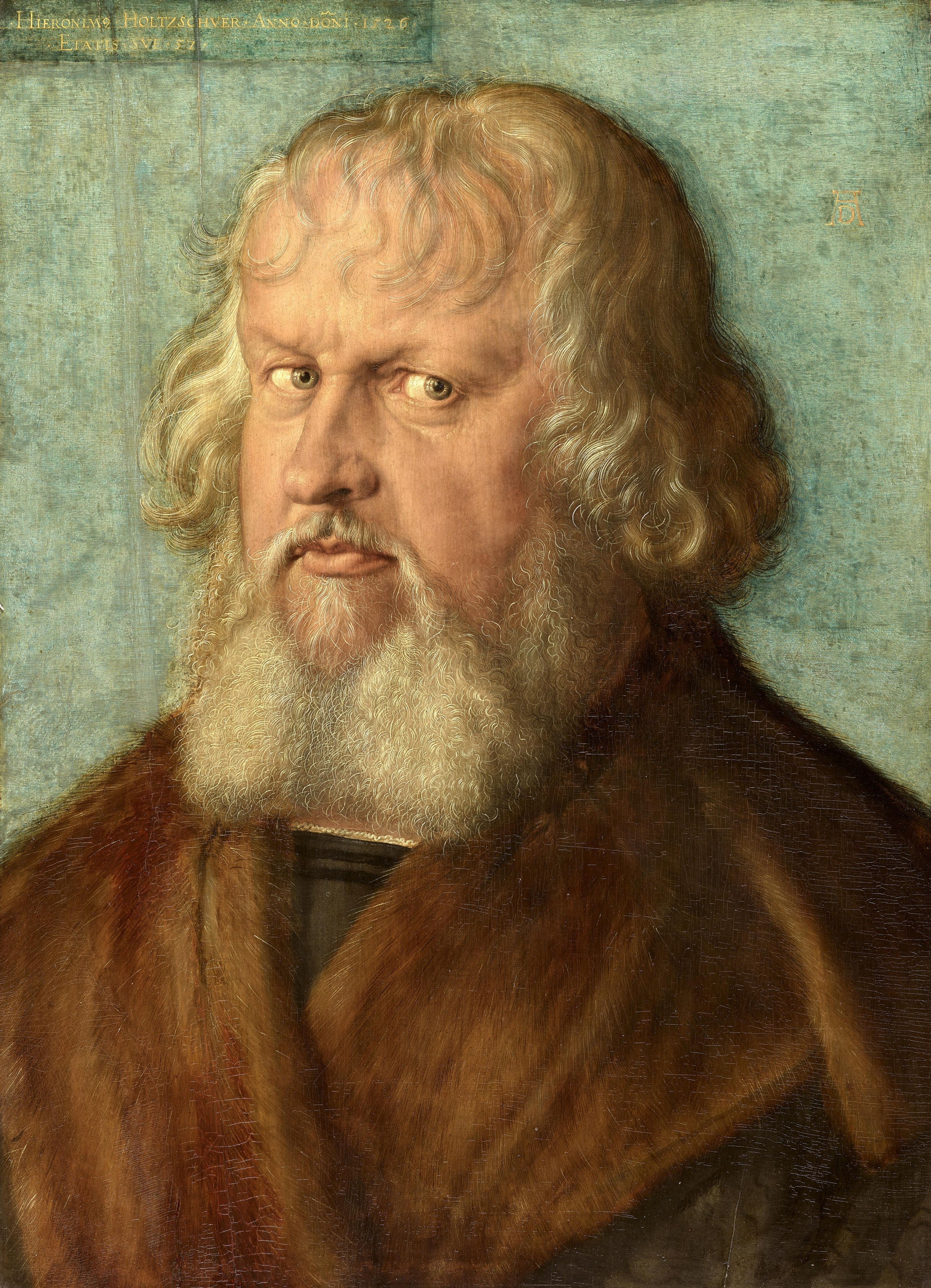
Ritratto di Hieronymus Holzshchuher dipinto da Albrecht Dürer, 1526

- Hieronymus Holzschuher (1469–1529), mercante, ritratto da Albrecht Dürer
- Berthold Holzschuher (1511-1582), politico e finanziere
- Christoph Siegmund von Holzschuher (1729-1779), patrizio e storico della città di Norimberga
- Gottfried Ernst Sigismund Holzschuher von Harrlach (1750-1816), maggiore generale dell'esercito prussiano
- Rudolf Sigmund von Holzschuher (1777-1861), avvocato, difensore di Johann Philipp Palm
- Wilhelm von Holzschuher (1893-1965), proprietario terriero, dal 1934 al 1939 presidente del partito nazionalsocialista per la Bassa Baviera e l'Alto Palatinato.
- Ludwig von Holzschuher zu Harrlach und Thalheim-Aschbach (1897 - 1973), psicologo